# NI (album de Ninho)
Albums de Ninho
Jefe
(2021)
NI est le quatrième album studio du rappeur français Ninho sorti le 30 juin 2023 sous le label JEFE Production.

## Genèse
Bien que le Freestyle LVL UP 4 devait sortir, celui-ci ne finalement paraît pas mais malgré cette annulation, Ninho annonce le 5 juin 2023 la sortie imminente d'un album et son premier extrait, 25G, pour le 7 juin. La parution de ce premier extrait est accompagnée par l'annonce de son quatrième album.
Le 27 juin, Ninho annonce la tracklist de l'album avec un casting international : Lil Baby, Omah Lay, Ayra Starr & Central Cee.
Le 7 juillet, Ninho sort la réédition de l'album avec 5 titres inédits qu'il a présenté dans l'émission Planète Rap sur Skyrock.

## Liste des titres
| Édition standard | Édition standard             | Édition standard             | Édition standard | Édition standard | Édition standard | Édition standard | Édition standard | Édition standard | Édition standard |
| No               | Titre                        | Compositeur(s)               | Durée            |                  |                  |                  |                  |                  |                  |
| ---------------- | ---------------------------- | ---------------------------- | ---------------- | ---------------- | ---------------- | ---------------- | ---------------- | ---------------- | ---------------- |
| 1.               | La vie de Johnny             | Sam H                        | 3:27             |                  |                  |                  |                  |                  |                  |
| 2.               | Yo Moko Oyebi                | BBP                          | 3:41             |                  |                  |                  |                  |                  |                  |
| 3.               | Rich Porter                  | Shayaa, Str8cash, Aldaz      | 3:23             |                  |                  |                  |                  |                  |                  |
| 4.               | Blue Story (feat. Lil Baby)  | Shayaa, PSK                  | 4:18             |                  |                  |                  |                  |                  |                  |
| 5.               | Edouard Nahum                | Shayaa                       | 3:07             |                  |                  |                  |                  |                  |                  |
| 6.               | 25 G                         | SVOnTheBeat                  | 4:10             |                  |                  |                  |                  |                  |                  |
| 7.               | Respect                      | Nostra Beats                 | 3:18             |                  |                  |                  |                  |                  |                  |
| 8.               | Branché sur Snap             | Boumidjal, HoloMobb          | 3:29             |                  |                  |                  |                  |                  |                  |
| 9.               | Bad (feat. Omah Lay)         | Le Marabout, D-Way Beatz     | 3:46             |                  |                  |                  |                  |                  |                  |
| 10.              | Dans la peau                 | Shiruken Music               | 3:09             |                  |                  |                  |                  |                  |                  |
| 11.              | No Love (feat. Ayra Starr)   | Manu Manu, Leveatz           | 3:22             |                  |                  |                  |                  |                  |                  |
| 12.              | Eurostar (feat. Central Cee) | Boumidjal, HoloMobb          | 3:07             |                  |                  |                  |                  |                  |                  |
| 13.              | Chiraq                       | BK Music, TripleNBeat, Gabbi | 4:26             |                  |                  |                  |                  |                  |                  |
| 14.              | Plus qu'eux                  | p2wider, Daimo Beats         | 3:29             |                  |                  |                  |                  |                  |                  |
| 15.              | Bon qu'à ça                  | Shayaa, Traplysse            | 2:49             |                  |                  |                  |                  |                  |                  |
| 16.              | Grands ensembles             | p2wider, HuFel Beatz, Naifos | 3:39             |                  |                  |                  |                  |                  |                  |
| 56:40            |                              |                              |                  |                  |                  |                  |                  |                  |                  |

| 1. | God Bless | 3:23 |

| Extension | Extension           | Extension                      | Extension | Extension | Extension | Extension | Extension | Extension | Extension |
| No        | Titre               | Compositeur(s)                 | Durée     |           |           |           |           |           |           |
| --------- | ------------------- | ------------------------------ | --------- | --------- | --------- | --------- | --------- | --------- | --------- |
| 17.       | Griot               | TripleNBeat, Gabbi             | 2:42      |           |           |           |           |           |           |
| 18.       | Mode S Plus         | Gabbi, TripleNBeat, Kary Beats | 3:14      |           |           |           |           |           |           |
| 19.       | Vinicius            | Gabbi, Baki, Dorian Barreteau  | 3:12      |           |           |           |           |           |           |
| 20.       | Signes de gang      | Hoodstar                       | 3:21      |           |           |           |           |           |           |
| 21.       | Christopher Wallace | DVGZ                           | 4:17      |           |           |           |           |           |           |
| 16:46     |                     |                                |           |           |           |           |           |           |           |

## Titres certifiés en France
- Eurostar (avec Central Cee)  Diamant[5]
- No Love (avec Ayra Starr)  Diamant[6]
- 25 G  Or[7]
- Blue Story (avec Lil Baby) Or[8]
- La vie de Johnny  Or
- Rich Porter  Or
- Bad (avec Omah Lay)  Or
- Chiraq  Or
- Bon qu’a ça  Or
- Grands ensembles  Or
- Branché sur snap  Or
- Yo moko oyebi  Or

## Certifications

### Ventes et certifications
| Région        | Certification | Ventes/Streams |
| ------------- | ------------- | -------------- |
| France (SNEP) | 2 × Platine   | 200 000        |

## Accueil commercial
L'album réalise plus de 6 millions de streams en 24 heures sur Spotify.
En trois jours, l'album s'écoule à 18 398 exemplaires
L'album entre en tête des ventes en France avec 37 116 exemplaires, soit le plus petit démarrage de la carrière de Ninho côté albums studios mais signe le deuxième meilleur démarrage de l'année.
Sept semaines après la sortie du projet, il se verra certifié disque de platine, puis triple platine 1an après.